# 司馬據
司馬據（?—?），西晋宗室，司马懿四弟司马馗曾孙，高密文献王司马泰之孙，高密孝王司马略之子。
永嘉三年（309年）三月司马略去世，追赠侍中、太尉，司马据袭爵高密王（治今山东省高密市西南四十里前田庄）。后来去世，无子。建兴末年，晋元帝承制，以彭城康王司马释子堂邑县公司马纮为高密王司马据之后嗣。其后司马纮归本宗，立司马纮子司马俊以奉祀。
| 前任： 司马略 | 晋朝高密王 310年－？ | 繼任： 司马纮 |